# Soleirolia
Soleirolia és un gènere de plantes endèmic de la regió mediterrània que té unes 3 espècies. Pertany a la família Urticaceae.

## Algunes espècies
- Soleirolia corsica
- Soleirolia repens
- Soleirolia soleirolii

## Sinònim
- Helxine